# Cohasset, Massachusetts
Cohasset är en kommun (town) i Norfolk County i delstaten Massachusetts, USA. Vid 2020 års folkräkning hade kommunen 8 381 invånare.

## Kända personer från Cohasset
- Stephen G. Bowen, astronaut